# عبد النور محفوظي
عبد النور محفوظي مواليد 21 أبريل 1980 في عين تاغروت، الجزائر، هو لاعب كرة قدم جزائري يلعب مع مولودية العلمة في مركز الدفاع.

## المسيرة الاحترافية

### البدايات
بدأ عبد النور لعبة كرة القدم في سن مبكرة في عام 1992 حيث لعب في مسقط رأسه مع فريق شباب عين تاغروت.

### أندية لعب لها
- وفاق سطيف
- مولودية العلمة

## روابط خارجية
- عبد النور محفوظي على موقع قاعدة بيانات كرة القدم.إي يو (الإنجليزية)
- عبد النور محفوظي على موقع Soccerway.com (الإنجليزية)